# Ospedale dei Pellegrini di Santa Cristina
L'ospedale dei Pellegrini di Santa Cristina è stato un monastero e ospedale cattolico nel territorio spagnolo del Passo del Somport nella comunità autonoma di Aragona, al confine con la regione francese della Nuova Aquitania, che rappresenta la prima tappa del Camino Aragonés, uno dei rami del Cammino di Santiago di Compostela, che risale all'XI secolo.

## Storia

Mappa del sito archeologico.
Legenda:
1 - Ospedale
2 - Chiesa
3 - Necropoli
4 - Monastero

L'ospedale di Santa Cristina venne fondato alla fine dell'XI secolo e fu da subito considerato uno dei principali della cristianità. Accoglieva i pellegrini gratuitamente sino a tre giorni e se bisognosi di cure questi venivano anche curati. In caso di loro morte veniva sepolti nel camposanto accanto all'ospedale. Dopo aver raggiunto il massimo della sua notorietà e importanza per il Cammino durante il XIV secolo iniziò una fase di lenta decadenza aggravata dalla sostituzione due secoli più tardi della comunità dei canonici con quella dei domenicani. 

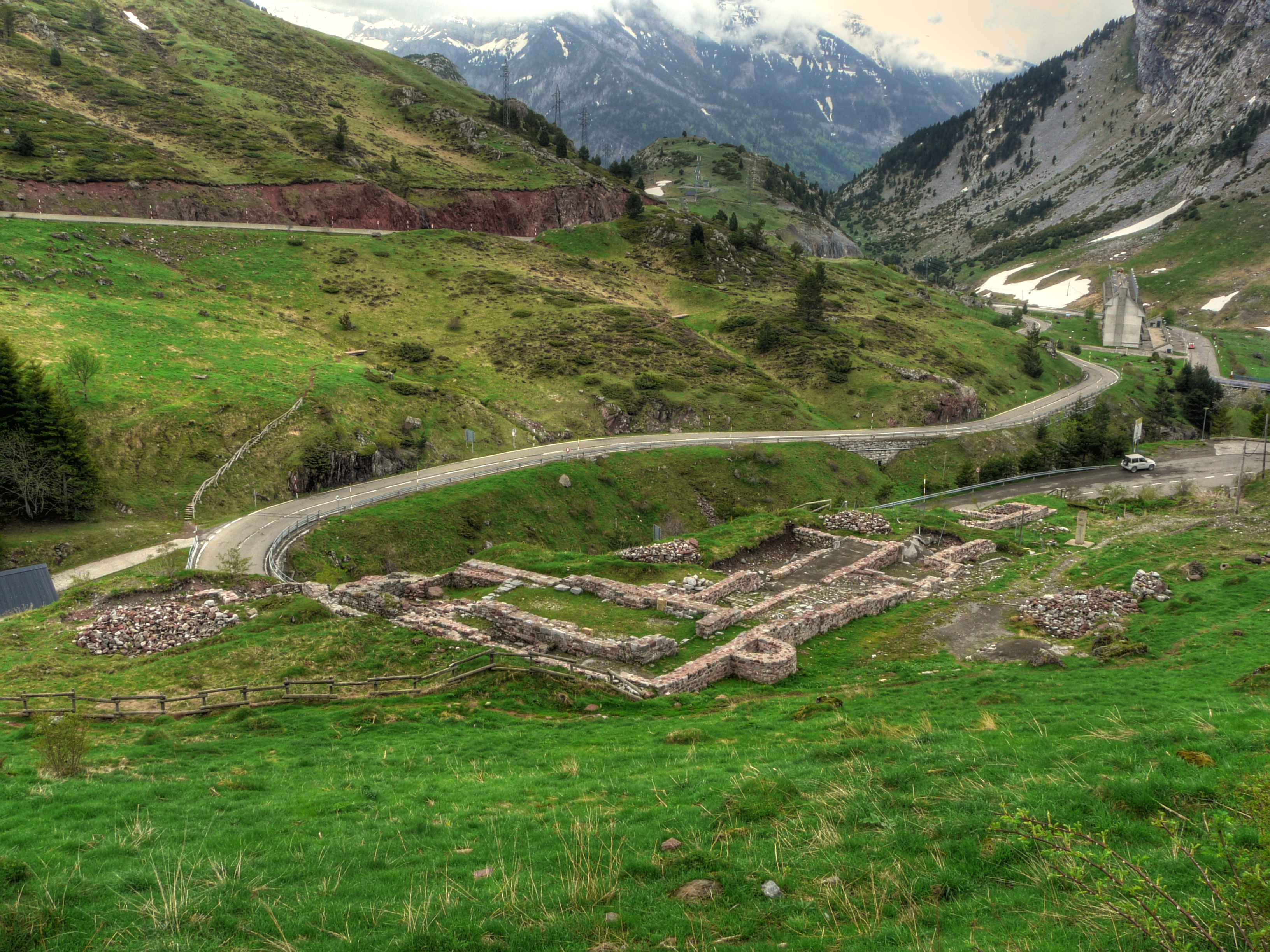
Vista d'insieme dell'area sulla quale si trovano i resti dell'ospedale

Nel 1706 un disastroso incendio distrusse quasi completamente la struttura, solo parzialmente ricostruita, sino al definitivo abbandono del 1835. Il sito è stato oggetto di studi archeologici realizzati tra il 1987 e il 1991.

## Descrizione
L'antico ospedale, che comprendeva anche il monastero per la comunità dei monaci, la chiesa e il cimitero è ormai ridotto in rovine e si conservano solo le tracce delle fondamenta delle costruzioni, quindi è divenuto un importante sito archeologico che testimonia la storia dei pellegrinaggi che vi hanno fatto tappa sino all'inizio del XVIII secolo.